# Джон Фаулз
Джон Ро́берт Фа́улз (англ. John Robert Fowles; 31 березня 1926, Лі-он-Сі, графство Ессекс — 5 листопада 2005, Лайм-Реджіс, графство Дорсет) — англійський романіст, письменник, есеїст. Один із найвідоміших письменників-постмодерністів.

## Життєвий і творчий шлях
Відомий британський письменник народився 31 березня 1926 року в невеличкому містечку Лі-он-Сі, що в графстві Ессекс, в 40 милях від Лондона. Його батько був успішним торговцем цигарок. Джон навчався в Бедфордській школі, де проявив себе здібним учнем та непоганим спортсменом. Згодом він став студентом Единбурзького університету, але в 1945 році незадовго до закінчення Другої світової війни Фаулз покидає навчання заради воєнної кар'єри. Два роки він служив в морській піхоті, але змушений був покинути це заняття так і не досягши чогось значного в цій сфері діяльності. Майбутній письменник вступає до Оксфордського університету, спеціалізуючись на німецькій і французькій мовах і філології.
В 1950—1963 рр. Фаулз спершу викладав в університеті французького міста Пуатьє англійську мову, а згодом він викладав в гімназії грецького острова Спеце, що став прообразом міста дії в романі «Маг» , а потім і в Лондонському Коледжі святого Ґодріка та ще кількох навчальних закладах Великої Британії.
У 1963 році був надрукований його дебютний роман «Колекціонер». Він приніс письменнику славу та визнання. А успішна екранізація твору в 1965 році режисером Вільямом Вайлером принесла ще й значний прибуток. Фаулз вирішив залишити викладацьку кар'єру і повністю присвятити себе своїй літературній творчості. Вплинув на це рішення Джона і знайомий письменник Пол Скотт.
В 1966 році друкується його другий успішний роман — «Маг» («Волхв»), друга редакція роману відбулась в 1977 році.
В 1968 році Джон поселяється на півдні Англії в містечку Лайм-Реджіс. Письменник вирішує присвятити цим місцям на півдні один із найвідоміших своїх романів «Жінка французького лейтенанта» (в деяких перекладах «Коханка французького лейтенанта», екранізований 1981 року), що був виданий 1969 року.
В 1970-х рр. він працював у різних жанрах, що засвідчує про його широке коло інтересів. Він писав вірші, оповідання і повісті. Крім цього він займався перекладами з французької, написав адаптацію французької казки «Попелюшка». У 1974 році була надрукована його повість «Вежа із чорного дерева». Цю саму назву мала і збірка повістей до якої увійшов цей твір. Відома також його інтерпретація середньовічної віршованої новели «Елідюк», що входила в цю збірку. Значна частина цих творів відзначається глибиною філософської думки і заторкнутих тем, що вигідно відрізняє письменника від багатьох інших його сучасників-белетристів.
В 1977 році світ побачив ще один його роман «Деніел Мартін». В 1979 році Фаулз отримав посаду завідувача міського музею в Лайм-Реджіс і займав її протягом 10 років, допоки в 1988 році у нього не трапився інсульт. Ще два значних романи письменник написав в 80-х рр. Це «Мантісса» (1982) і «Личинка» (1985) (в російських перекладах відомий, як «Черв'як»).
Письменник був двічі одружений, перша дружина Елізабет померла в 1990 році.

## Твори
«Колекціонер» — (англ. The Collector, 1963) — перший надрукований роман Фаулза. Відразу приніс письменнику славу і став «візитною карткою» його творчості загалом. Роман був вдало екранізований режисером Вільямом Вайлером через два роки. Це історія про молодого колекціонера Фредеріка Крегга, який ловить метеликів. Та отримавши таку можливість він ловить «метелика» своєї мрії — молоду гарну дівчину Міранду, за якою він давно спостерігає. Міранда в його підвалі стає «екземпляром» цієї колекції.
«Маг» — (англ. The Magus, 1965) роман був написаний раніше «Колекціонера», але виданий пізніше. Головний герой, місце дії, час та деякі деталі є автобіографічними та взятими з життя самого письменника. Роман був екранізований в 1968 році.
«Жінка французького лейтенанта» — (англ. The French Lieutenant's Woman, 1969), мабуть, найвідоміший твір письменника; значну роль у його популярності зіграв однойменний фільм, за мотивами цього роману, британського режисера чеського походження Карела Рейша. Його жанр можна назвати швидше «пародією» на любовно-історичний роман, аніж власне любовно-історичним романом. Це така письменницька гра з темами та жанрами — що часто зустрічається у творчості Фаулза — наприклад повість «Енігма» написана у вигляді детективу, але не має характерної кінцівки і в ній прослідковується глибокий психологізм зображення персонажів. Роман «Жінка французького лейтенанта» переповнений авторськими відступами та роздумами з точки зору людини XX століття. Роман має три кінцівки за схемою психоаналітика Жака Лакана: уявне — символічне — реальне. Дія відбувається в середині XIX ст. Роман розповідає про забезпеченого й освіченого молодого чоловіка, який цікавиться палеонтологією, про те, як він розривається між справжнім коханням до жінки, яку всі вважають пропащою, і обов'язком джентльмена.
Роман був перекладений на 30 мов світу і був виданий багатомільйонним тиражем. Він приніс своєму автору світове визнання.
«Личинка» —  (англ. A Maggot, 1985) англійське слово «Maggot» має багато значень і передати його одним українським словом доволі важко. Але за твердженням самого автора, мався на увазі в першу чергу «процес визрівання», образно кажучи, процес коли «личинка вилуплюється з лялечки, щоб стати метеликом». А також це слово має таке значення: «примха», «дивацтво». Саме це хотів сказати автор назвою роману. Дія відбувається в Англії у XVIII ст. В романі розповідається про надзвичайні та загадкові події, що передували народженню матері-засновниці релігійної секти «шейкерів» — Анни Лі, прихильниці практики безшлюбності.
«Вежа із чорного дерева» — (англ. The Ebony Tower, 1974) це повість відомого письменника, темою якої є люди мистецтва. Назва твору — це антипод відомого виразу Гюстава Флобера — «Вежа зі слонової кістки», що є образом мистецтва загалом, і мистецтва, як притулку митця. «Вежею із чорного дерева» вважає сучасне мистецтво епатажний і скандальновідомий старий художник Генрі Бреслі — що живе відлюдником у своїй садибі «Котміне», у Франції, є прихильником реалістичних напрямів у образотворчому мистецтві, хоча серед його колекції картин є і представники кубізму. На противагу йому поставлений молодий художник і мистецтвознавець — Девід Вільямс, що хоче створити статтю про відомого митця і який пише свої картини в абстрактному стилі. У Генрі Бреслі живуть дві молоді дівчини — «Миша» і «Потвора», такі прізвиська їм дав сам художник — вони доглядають старого і виконують всі його забаганки (про це багатозначно натякає він сам в розмові з Девідом). Між Девідом і Мишею виникає симпатія, довіра і якісь тепліші почуття — проте за його короткий час перебування в Котміне вони не встигають розкритись повністю. Ідея твору почерпнута з філософії екзистенціалізму — мета людського життя це прагнення створити більше прекрасного у світі.

## Вибрані твори
- (1963) Колекціонер / The Collector
- (1964 / перероблено в 1969) Арістос / The Aristos; збірник філософських роздумів, у якому, зокрема, Фаулз пояснює задум «Колекціонера»;
- (1965 / перероблено в 1977) Маг / The Magus
- (1969) Жінка французького лейтенанта / The French Lieutenant's Woman
- (1973) Вірші Джона Фаулза / Poems by John Fowles
- (1974) Вежа із чорного дерева / The Ebony Tower; збірка
  - «Вежа із чорного дерева»
  - «Елідюк» (адаптація)
  - «Бідний Коко»
  - «Енігма»
  - «Хмара»
- (1974) Кораблекрах / Shipwreck; текст до фотоальбому
- (1977) Деніел Мартін / Daniel Martin
- (1978) Острови / Islands; текст до фотоальбому;
- (1979) Дерево / The Tree;  текст до фотоальбому;
- (1980) Загадка Стоунхеджа / The Enigma of Stonehenge
- (1982) Коротка історія Лайма Реґіса / A Short History of Lyme Regis
- (1982) Мантісса / Mantissa
- (1985) Личинка / A Maggot
- (1985) Земля / Land (разом з Фей Ґодвін)
- (1990) Камера Лайма Реґіса / Lyme Regis Camera
- (1998) Кротові нори / Wormholes - Essays and Occasional Writings
- (2003) «Щоденники», том 1 / The Journals – Volume 1
- (2006) «Щоденники», том 2 / The Journals – Volume 2

Фаулзу також належить ряд перекладів з французької мови, зокрема переклад-адаптація казки «Попелюшка», переклади роману Клер де Дюра «Урік» і середньовічної повісті «Елідюк».

## Переклади українською
- Джон Фаулз. «Вежа з чорного дерева». Переклад з англійської: Віктор Ружицький і Дмитро Стельмах. Київ: Дніпро, 1986, 276 стор.
- Джон Фаулз. «Хмара». Повість зі збірки «Вежа з чорного дерева». Переклад з англійської: Сергій Вакуленко. Київ: журнал «Всесвіт», № 3-4 (867—868), 2001
- Джон Фаулз. «Арістос». Переклад з англійської: Віктор Мельник. Вінниця: Тезис, 2003, 340 стор. ISBN 966-7699-69-2
- Джон Фаулз. «Колекціонер». Переклад з англійської: Ганна Яновська. Харків: КСД, 2015, 320 стор. ISBN 978-966-14-9257-7
- Джон Фаулз. «Маг». Переклад з англійської: Олег Король. Харків: КСД у співпраці з видавництвом «Вавилонська бібліотека», 2016, 560 стор. ISBN 978-617-12-1485-9